# じゃこ天
じゃこ天（じゃこてん）は、愛媛県南予地方の海岸部で作られる特産品および、それを使用した郷土料理。近海で獲れた地魚のすり身を油で揚げた魚肉練り製品である（揚げかまぼこに分類される）。「じゃこてんぷら」や「皮てんぷら」と呼ばれることもある。

## 起源と呼称

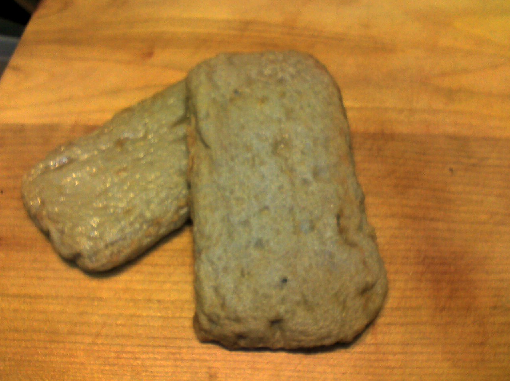
じゃこ天

愛媛県史によると、一説には伊達秀宗が1615年（元和元年）頃に仙台から蒲鉾職人を連れて来て、蒲鉾に利用できない余った魚を利用して作られるようになったとしている。
宇和島では魚のすり身を揚げた物を「天ぷら」と呼んでいる（西日本で用いる「天ぷら」の呼称については揚げかまぼこを参照）。原料に使われる雑魚（ざこ）から「ざこ天」と呼ばれていたとする説と原料として用いられるホタルジャコに由来するという説がある（なお、ホタルジャコは南予の地方名で「ハランボ」と呼ばれる）。ただし、ホタルジャコの「ジャコ」も由来は「雑魚(ざこ)」なので、結局、じゃこ天の「じゃこ」の由来は「雑魚(ざこ)」である。八幡浜市の老舗経営者は、じゃこ天と呼ばれるようになったのは30年ほど前と語っている。
先述のように「じゃこてんぷら」や「皮てんぷら」と呼ばれることもある。かつて発行されていた地元紙『夕刊うわじま』のエッセイのコーナー名にも「皮てんぷら」という名称が使われていた。

## 製法

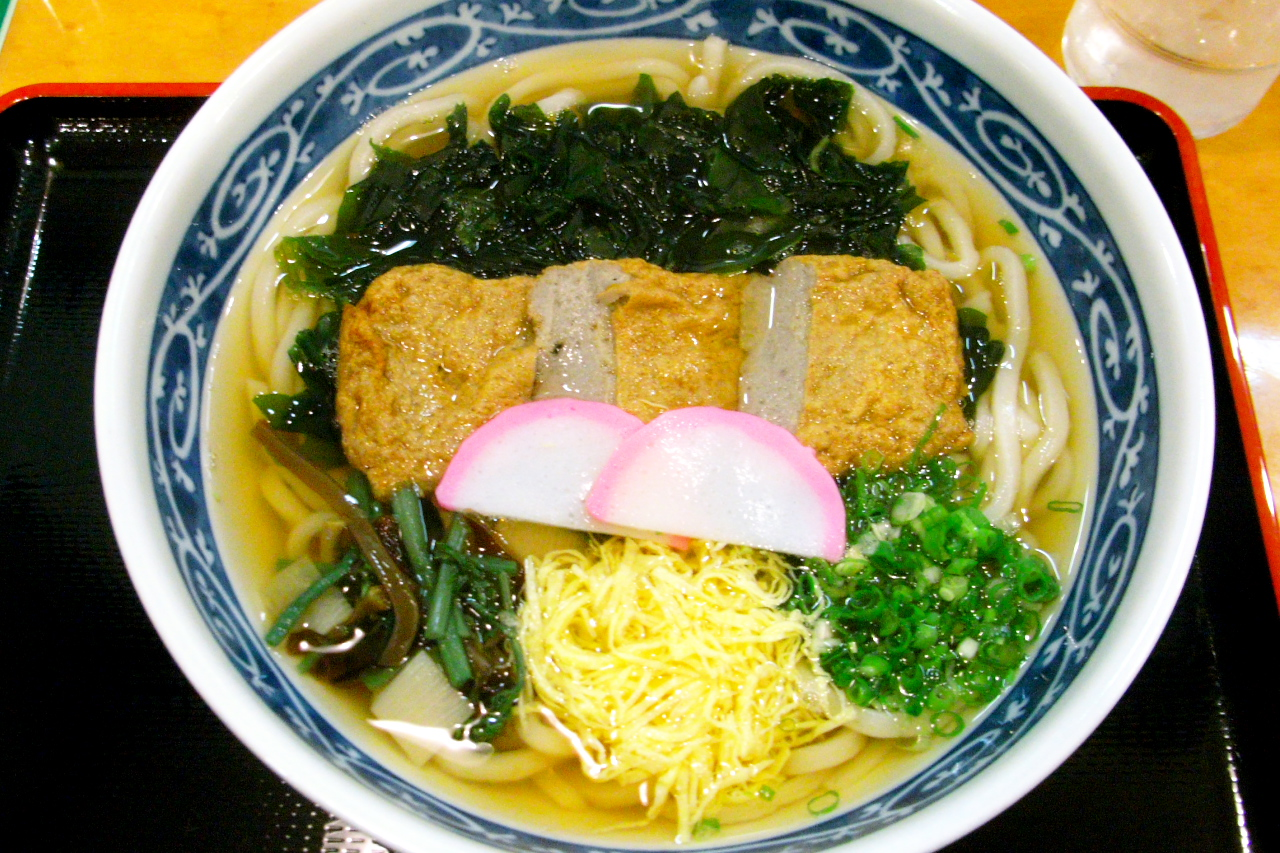
じゃこ天うどん（松山市駅）

原料魚としては、前述のホタルジャコ（ハランボ）が最適とされ、頭と内臓を取り除き、骨や皮ごとすり潰す。長さ7 - 8センチメートル、幅5センチメートルに扁平に整形して揚げた商品が一般的である。材料としては他の魚（ヒメジ、アジ、カナガシラ、タチウオなど）や氷、でんぷんを練り合わせる。
じゃこ天の形は四角形が一般的だが、ハート形などに成形されることもある。
ジャリジャリとした食感が特徴であるが、原料や製法が製造する店舗によって若干異なるため、地元では特定の店（製造所）の商品を愛好する人も多い。無添加じゃこ天を販売する業者も存在する。

## 食べ方
揚げたてをそのまま食べるほか、火であぶって食べる。また、おでんの具材として入れられるほか、「八幡浜ちゃんぽん」の具材に用いられることも多い。
また、肉の代わりにじゃこ天を使った「天ぷらカレー」は、じゃこ天産地の家庭料理としてメジャーである。じゃこ天はカレー粉の後に入れることで固い食感を残すなど、工夫をしている。うどんの具にされたり、すり身のじゃこ天にパン粉を付けて揚げて「じゃこ天カツ」にされたりすることもある。
薩摩揚げではスケソウダラすり身に含まれる糖類で旨味が引き出されるが、じゃこ天の旨味はアミノ酸に由来する点が異なる。
消費者のじゃこ天ぷらに対する嗜好性も変化しており、バラエティにとんだ形状、減塩嗜好、健康志向あるいはソフト感等のあるものが好まれるようになっている。

## 地域ブランド化
宇和島地域では2005年頃から、じゃこ天をブランド化し、これを活用した地域活性化に取り組み始めている。アサヒビールと組んで、宇和島市遊子（ゆす）の石垣の段々畑で知られる水ヶ浦で撮影して作成した、じゃこ天とビールのポスターもある。
- じゃこ天プロジェクト
  - 地域ブランド認定を目指す宇和島蒲鉾協同組合の活動。プロ野球の平井正史選手を「じゃこてん大使」に任命。
- 郷土料理百選
  - 2007年、農林水産省の「郷土料理百選」に選ばれる。
- 2015年2月、久万高原天体観測館（愛媛県久万高原町）の職員中村彰正が1996年に発見した小惑星202909が「Jakoten」と命名された[9]。

## 他地域のじゃこ天
瀬戸内海沿岸
愛媛県今治市の大島には、エソ、グチ、トラハゼ、シタビラメ、イシモチなどを原料にした「島じゃこ天」がある。また、広島県呉市下蒲刈町でもじゃこ天を製造しており、こちらの特徴は姫ひじきの塩を加えてさらに練り込み、一晩寝かせた後に揚げている。
日本海沿岸
新潟県には原料のすり身としてタラのほかニギスを加えた「越後じゃこ天」がある。

## 佐竹敬久
佐竹敬久#「四国料理はうまくない」発言を参照

## 関連書籍
- 岡弘康『うまさ満点 じゃこ天BOOK』（愛媛新聞社、2007年）ISBN 9784860870645）